# Дейв Бари
Дейв Бари (на английски: Dave Barry) е американски колумнист и писател, автор на произведения в жанровете хумористичен и сатиричен роман.

## Биография и творчество
Дейв Макалистър Бари е роден на 3 юли 1947 г. в Армонк, щат Ню Йорк, САЩ. През 1969 г. завършва Хавърфорд Колидж с бакалавърска степен по английска филология, а през 1971 г. с магистърска степен. Като син на квакери се регистрира като отказал се от военна служба и не е мобилизиран за участие във Виетнамската война.
Сред дипломирането си през 1971 г. става журналист в „Дейли Лосал Нюз“ в Уест Честър. След две години става редактор и започва да пише като колумнист. В периода 1975 – 1976 г. работи за кратко за „Асошиейтед Прес“ във Филаделфия. В периода 1975 – 1983 г. работи като преподавател по бизнес писане в консултантска фирма. От 1980 г. започва да пише в различни медии, а от 1981 г. пише като колумнист във „Филаделфия Инкуайър“. От началото на 1983 г. става хумористичен колумнист в „Маями Хералд“, където през 1988 г. печели награда „Пулицър“ за коментар.
През 1984 г. е издадена първата му документално-хумористична книга „The Taming of the Screw“. В периода 1993-1997 г. по книгите му „Dave Barry's Greatest Hits“ и „Barry Turns 40“ е направен от Си Би Ес сериала „Dave's World“ с участието на Хари Андерсън и Дилейн Матюз.
През 1999 г. е публикуван първият му хумористичен роман „Големи неприятности“. През 2002 г. романът е екранизиран в едноименния филм с участието на Тим Алън, Рене Русо и Стенли Тучи.
От 2005 г. заедно с писателя Ридли Пиърсън започват да пишат поредици от хумористични книги за деца.
Автор е на над 30 книги, които често са в списъците на бестселърите.
През 2005 г. е удостоен с наградата „Уолтър Кронкайт“ за отлични постижения в журналистиката (писал е за повече от 500 медии в страната), а през 2013 г. с наградата „Феърфакс“ за литературното си творчество.
Докато е в колежа, свири в университетска музикална група. По-късно от 1992 г. е водещ китарист в литературната рок група „Rock Bottom Remainders“, сред чиито членове са и писателите Стивън Кинг, Ейми Тан, Скот Търоу, Ридли Пиърсън, Мич Албом, и в която гостуват различни водещи музиканти.
Женен е три пъти. Има две деца – Роб и Софи Бари. Третата му съпруга от 1996 г. е спортната журналистка Мишел Кауфман.
Дейв Бари живее със семейството си в Корал Гейбълс близо до Маями.

## Произведения

### Самостоятелни романи
- Naked Came the Manatee (1997) – с Брайън Антони, Една Бюканън, Тананарив Дуе, Джеймс У. Хол, Вики Хендрикс, Карл Хайасън, Елмор Ленард, Пол Ливайн, Евелин Майерсън и Една Стандифорд
- Big Trouble (1999)
Големи неприятности, изд. „Булсофт пъблишърс“ (2003), прев. Милен М. Велушев
- Tricky Business (2002)
- The Shepherd, the Angel, and Walter the Christmas Miracle Dog (2006)
- Science Fair (2008) – с Ридли Пиърсън
- Lunatics (2012) – с Алън Цуйбел
- Insane City (2013)
Никога повече ерген, изд.: ИК „Бард“, София (2018), прев. Иван Иванов
- Plane of Thought (2017)

### серия „Питър“ (Peter) – в съавторство сРидли Пиърсън
1. Peter and the Starcatchers (2004)
2. Peter and the Shadow Thieves (2006)
3. Peter and the Secret of Rundoon (2007)
4. Peter and the Sword of Mercy (2009)
5. The Bridge to Never Land (2011)

### серия „Ничия земя“ (Never Land) – в съавторство сРидли Пиърсън
1. Escape from the Carnivale, 2006
2. Cave of the Dark Wind, 2006
3. Blood Tide, 2006

### Серия „Класическо пътуване“ (Class Trip)
1. The Worst Class Trip Ever (2015)
2. The Worst Night Ever (2016)

### Сборници
- The Putt at the End of the World – с Лий К. Абът, Ричард Бауш, Джеймс Кръмли, Джеймс Уол, Тами Хоаг, Тим О'Брайън, Ридли Пиърсън и Лес Стадифорд

### Документалистика
- The Taming of the Screw (1984)
- Babies and Other Hazards of Sex (1984)
- Dave Barry's Bad Habits (1985)
- Stay Fit and Healthy Until You're Dead (1986)
- Claw Your Way to the Top (1986)
- Dave Barry's Guide to Marriage And / or Sex (1987)
- Dave Barry's Greatest Hits (1988)
- Dave Barry's Homes and Other Black Holes (1988)
- Dave Barry Slept Here (1989)
- Dave Barry Turns 40 (1990)
- Dave Barry Talks Back (1991)
- Dave Barry's Guide to Life (1991)
- Dave Barry's Only Travel Guide You'll Ever Need (1991)
- Dave Barry Does Japan (1992)
- Dave Barry is NOT Making This Up (1994)
- The World According to Dave Barry (1994)
- Mid-Life Confidential (1994) – със Стивън Кинг, Табита Кинг, Барбара Кингсолвър, Ридли Пиърсън и Ейми Тан
- Dave Barry's Gift Guide to End All Gift Guides (1994)
- Dave Barry's Complete Guide to Guys (1996)
- Dave Barry in Cyberspace (1996)
- Dave Barry's Book of Bad Songs (1997)
- Dave Barry Is from Mars and Venus (1997)
- Dave Barry Turns 50 (1998)
- Dave Barry Is Not Taking This Sitting Down (2000)
- The Greatest Invention in the History of Mankind is Beer (2001)
- My Teenage Son's Goal in Life is to Make Me Feel 3,500 Years Old (2001)
- Dave Barry Hits Below the Beltway (2001)
- Boogers Are My Beat (2003)
- Dave Barry's Money Secrets (2006)
- Dave Barry on Dads (2007)
- Dave Barry's History of the Millenium (So Far) (2007)
- I'll Mature When I'm Dead (2010)
- You Can Date Boys When You're Forty (2014)
- Hard Listening (2014) – с Мич Албъм, Сам Бари, Мат Грьонинг, Рой Блуун младши, Стивън Кинг, Джеймс Макбрайд, Ридли Пиърсън, Ейми Тан и Скот Търоу
- Live Right and Find Happiness (2015)
- Best. State. Ever. (2016)
- For This We Left Egypt? (2017) – с Адам Мансбах и Алън Цуйбел

Екранизации
- 1993-1997 Dave's World – ТВ сериал, с Хари Андерсън
- 2000 Recipe for Disaster
- 2002 Големи неприятности, Big Trouble – с Тим Алън, Рене Русо, Стенли Тучи
- 2005 Complete Guide to Guys – с Марк Уелс, Дрю Сейли, Дейв Бари